# Маркиз дель Карпио

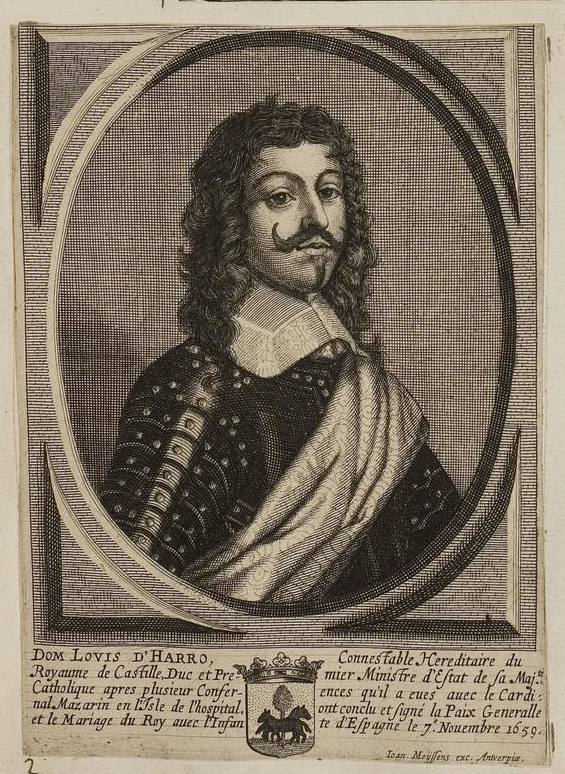
Луис Мендес де Аро и Гусман (1603—1661), 6-й маркиз дель-Карпио, 1-й герцог де Монторо, 2-й граф-герцог де Оливарес

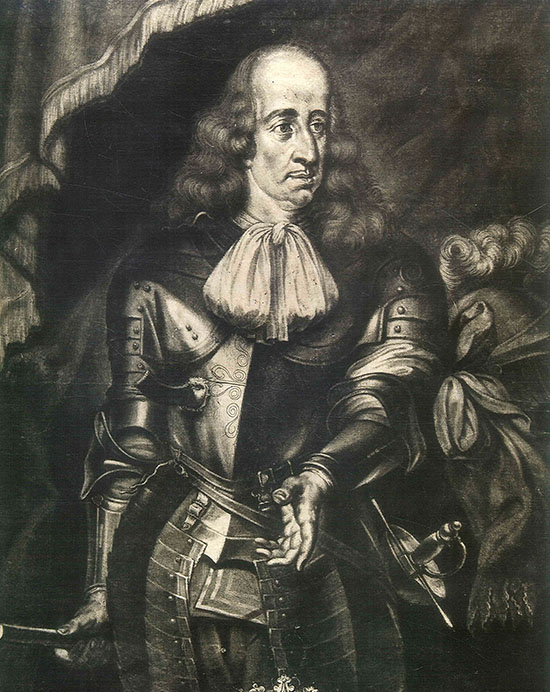
Гаспар де Аро и Фернандес де Кордова (1629—1687), 7-й маркиз дель-Карпио, 2-й герцог де Монторо, вице-король Неаполя

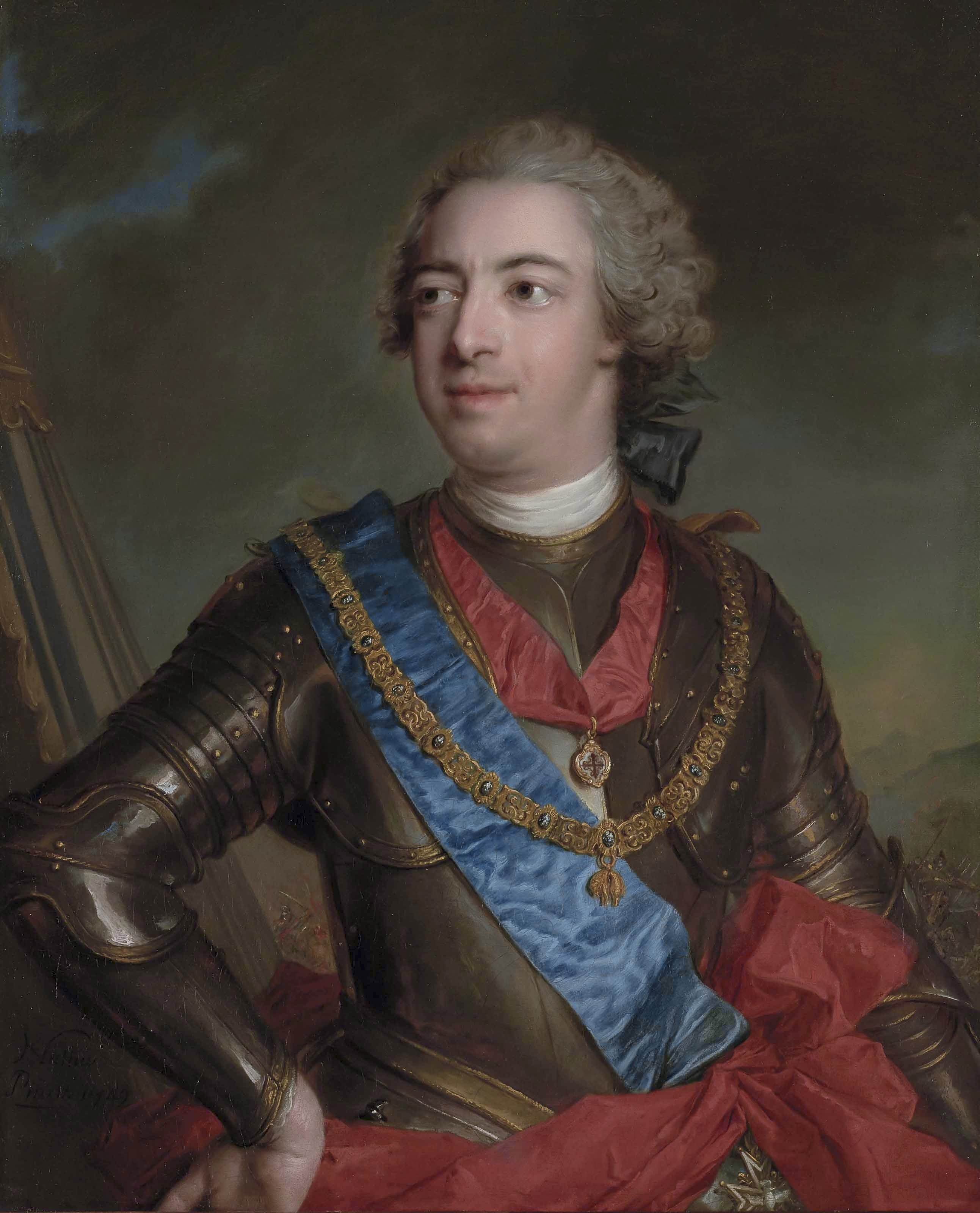
Дон Фернандо де Сильва и Альварес де Толедо (1714—1776), 12-й герцог де Альба, 10-й маркиз дель-Карпио

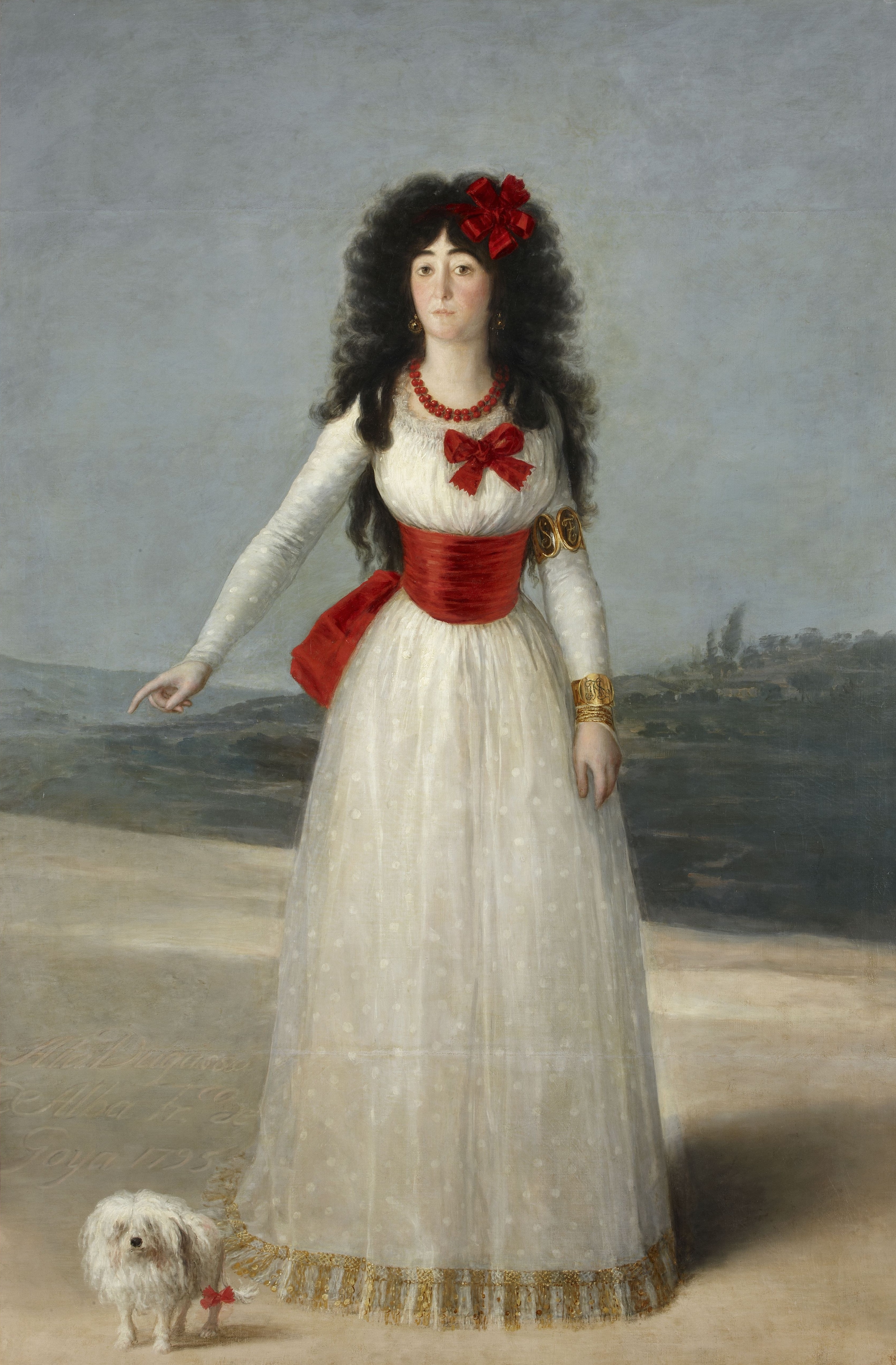
Мария дель Пилар Тереса Каэтана де Сильва и Альварес де Толедо (1762—1802), 13-я герцогиня де Альба, 11-я маркиза дель-Карпио

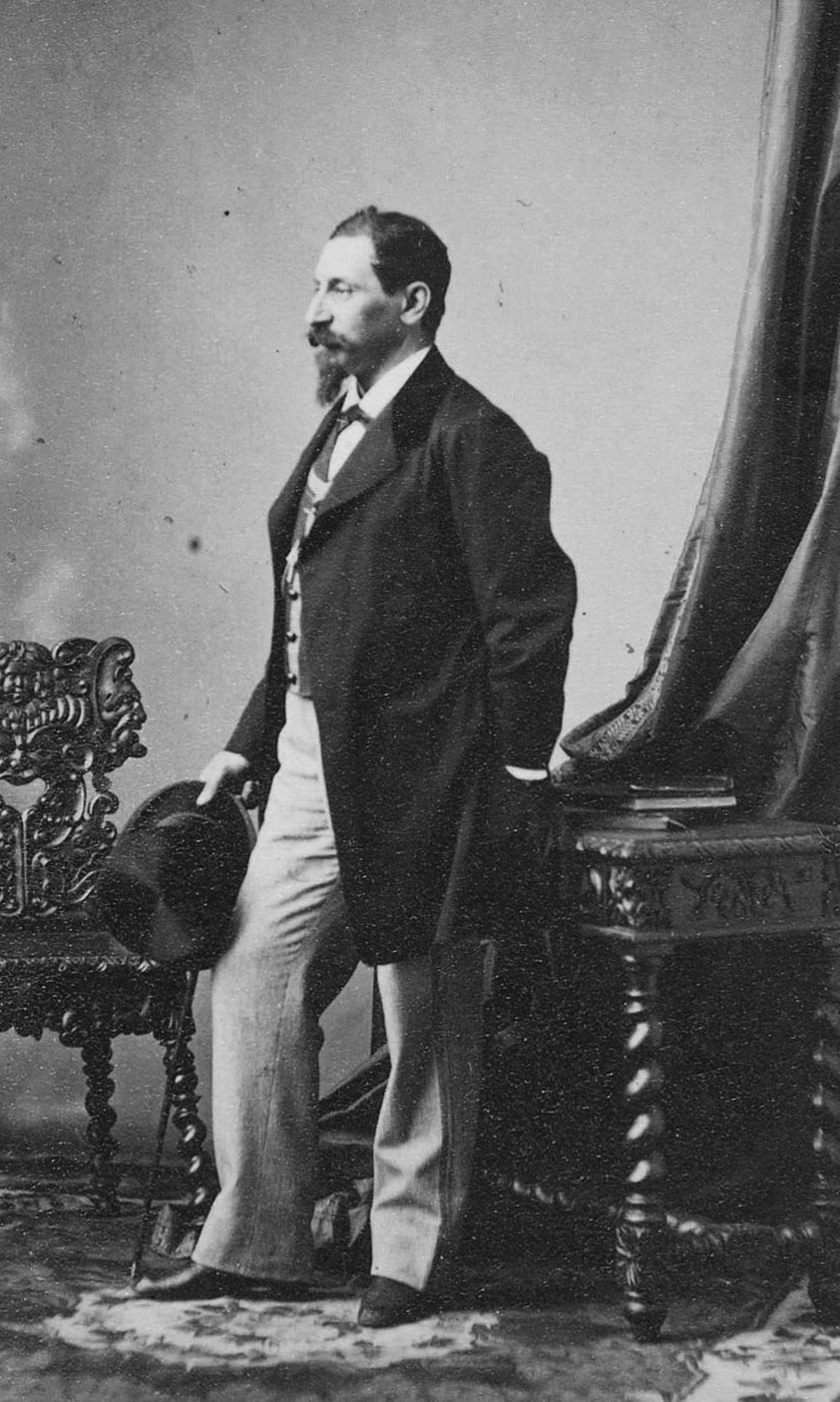
Дон Хакобо Фитц-Джеймс Стюарт и Вентимилья (1821—1881), 15-й герцог де Альба, 13-й маркиз дель-Карпио

Герб муниципалитета Эль-Карпио, провинция Кордова, автономное сообщество Андалусия.

Герб герцогов де Альба

Маркиз дель-Карпио — испанский дворянский титул. Он был создан 20 января 1559 года королем Испании Филиппом II для Диего Лопеса де Аро и Сотомайора (1515—1578), сеньора вилл Карпио и Моренте в Королевстве Кордова, Сорбас и Лубрин в Королевстве Гранада, кавалера Ордена Сантьяго и главы королевской конюшни Кордовы.
10 мая 1640 года король Испании Филипп IV пожаловал титул гранда Диего Лопесу де Аро и Сотомайору, 5-му маркизу дель-Карпио и 1-му грфу де Моренте.
Название маркизата происходит от названия муниципалитета Эль-Карпио, провинция Кордова, автономное сообщество Андалусия.

## Список сеньоров и маркизов дель-Карпио
| №                                                                 | Титул                                                          | Период              |
| Сеньоры дель-Карпио                                               | Сеньоры дель-Карпио                                            | Сеньоры дель-Карпио |
| ----------------------------------------------------------------- | -------------------------------------------------------------- | ------------------- |
| I                                                                 | Гарси Мендес де Сотомайор                                      | 1325 — ок. 1335     |
| II                                                                | Гарси Мендес де Сотомайор                                      | ? — ?               |
| III                                                               | Гомес Гарсия де Сотомайор                                      | ? — ок. 1369        |
| IV                                                                | Луис Мендес де Сотомайор                                       | ок.1369 — 1395      |
| V                                                                 | Гарси Мадруга Мендес де Сотомайор                              | 1395—1439           |
| VI                                                                | Луис Мендес де Сотомайор                                       | 1439—1486           |
| VII                                                               | Беатрис де Сотомайор                                           | 1486—1528           |
| VIII                                                              | Луис Мендес де Аро                                             | 1528 — ?            |
| IX                                                                | Диего Лопес де Аро-и-Сотомайор (1-й маркиз)                    | ? — 1578            |
| Маркизы дель-Карпио (креация создана королем Испании Филиппом II) |                                                                |                     |
| I                                                                 | Диего Лопес де Аро-и-Сотомайор                                 | 1559—1578           |
| II                                                                | Мария де Аро-и-Сотомайор                                       | 1578—1582           |
| III                                                               | Диего Лопес де Аро Сотомайор-и-Кордова                         | 1582—1597           |
| IV                                                                | Беатрис де Аро-и-Сотомайор                                     | 1597—1607           |
| V                                                                 | Диего Лопес де Аро-и-Сотомайор                                 | 1607—1648           |
| VI                                                                | Луис де Харос-и-Гусман                                         | 1648—1661           |
| VII                                                               | Гаспар де Харос-и-Фернандес де Кордова                         | 1661—1687           |
| VIII                                                              | Каталина де Харос-и-Гусман                                     | 1687—1733           |
| IX                                                                | Мария Тереза Альварес де Толедо Харос-и-Гусман                 | 1733—1755           |
| X                                                                 | Фернандо де Сильва-и-Альварес де Толедо                        | 1755—1776           |
| XI                                                                | Мария дель Пилар Тереза Каэтана де Сильва-и-Альварес де Толедо | 1776—1802           |
| XII                                                               | Карлос Мигель Фитц-Джеймс Стюарт-и-Сильва                      | 1802—1835           |
| XIII                                                              | Хакобо Фитц-Джеймс Стюарт-и-Вентимилья                         | 1847—1881           |
| XIV                                                               | Карлос Мария Фитц-Джеймс Стюарт-и-Портокарреро                 | 1882—1901           |
| XV                                                                | Хакобо Фитц-Джеймс Стюарт-и-Фалько                             | 1902—1953           |
| XVI                                                               | Каэтана Фитц-Джеймс Стюарт-и-Сильва                            | 1955—2014           |
| XVII                                                              | Карлос Фитц-Джеймс Стюарт-и-Мартинес де Ирухо                  | 2015 — н. в.        |

## История сеньоров и маркизов дель-Карпио

### Сеньоры дель-Карпио
• Гарси Мендес де Сотомайор, 1-й сеньор дель-Карпио, сын Алонсо Гарсии де Сотомайора и Урраки Перес
1. Супруга — Хуана Санчес де Ходар, сеньора замка дель-Карпио. Ему наследовал их сын:

• Гарси Мендес де Сотомайор, 2-й сеньор дель-Карпио.
1. Супруга — Уррака Альфонсо, дочь Алонсо Фернандесе де Кордовы, аделантадо Фронтеры. Ему наследовал их сын:

• Гомес Гарсия де Сотомайор (? -ок. 1369), 3-й сеньор дель-Карпио.
1. Супруга — Гиомар де Баэса и Аро, дочь сеньора де Ла-Гуардия. Ему наследовал их старший сын:

• Луис Мендес де Сотомайор (? — 1395), 4-й сеньор дель-Карпио.
1. Супруга — Каталина Санчес де Вильодре, дочь Гарси Фернандеса де Вильорде, сеньора де Пинилья и Монтеагудо-де-лас-Салинас, и Инес Мануэль, дочери Хуана Санчеса Мануэля, 1-го графа де Каррион, и Хуаны де Херика. Ему наследовал их старший сын:

• Гарси Мендес де Сотомайор, также известен как Гарси Мадруга (ок. 1370—1439), 5-й сеньор дель-Карпио и де Пинилья.
1. Супруга с 1391 года Мария Суарес де Фигероа, дочь Лоренсо Суареса де Фигероа, 1-го сеньора де Ферия и Монтеагудо, магистра Ордена Сантьяго, и Исабель Мессия Каррильо. Ему наследовал их старший сын:

• Луис Мендес де Сотомайор (? — 1486), 6-й сеньор дель-Карпио
1. Супруга — Марина де Сольер, дочь Мартина Фернандесе де Кордовы, сеньора де Лусена и Эспехо, и Беатрис де Сольер. Ему наследовала их дочь в 1486 году:

• Беатрис де Сотомайор (? — 1528), 7-я сеньора дель-Карпио, Моренте и Пинилья.
1. Супруг — Диего Лопес де Аро (? — 1523), сеньор виллы Собрас и Лубрин в Королевстве Гранада, капитан-генерал Галисии. Ей наследовал их старший сын:

• Луис Мендес де Аро, 8-й сеньор дель-Карпио, Моренте, Пинилья, Собрас и Лубрин.
1. Супруга — Луиза Пачеко, сестра Педро Фернандеса де Кордовы и Пачеко, 1-го маркиза де Прьего, и дочь Алонсо Фернандеса де Кордовы, сеньора де Агилар и Прьего, и Каталины Пачеко, 1-й маркизы де Вильена
2. Супруга — Беатрис Портокарреро (ок. 1490—1555), дочь Педро Портокарреро (ок. 1450—1519), 8-го сеньора де Могер и 6-го сеньора де Вильянуэва-дель-Фресно, члена королевского совета при Хуане I Кастильской и её сыне Карле I, и его супруги, Хуаны де Карденас, 2-й сеньоры де ла Пуэбла-дель-Маэстре. Ему наследовал его старший сын от второго брака:

### Маркизы дель-Карпио (креация создана в 1559 году)
• Диего Лопес де Аро и Сотомайор (1515 — 6 июня 1578), 8-й сеньор и 1-й маркиз дель-Карпио, сеньор де Моренте, Собрас и Лубрин, кавалер Ордена Сантьяго.
1. Супруга с 1540 года Мария Анхела де Веласко и де ла Куэва, дочь Кристобаля де ла Куэвы и Веласко и Леонор де Веласко и Каррильо де Кордовы, 3-й графини де Сируэла, внучки Бельтрана де ла Куэвы, 1-го герцога де Альбуркерке. Ему наследовала в 1578 году его внучка, дочь его дочери Беатрис де Аро и Сотомайор (ок. 1540 — ок. 1578), от брака с Луисом Мендесом де Аро (? — 1565), сеньора вилл Адамус и Педро-Абад

• Мария де Аро и Сотомайор (ок. 1565 — 22 октября 1582), 2-я маркиза дель-Карпио
1. Супруг с 1580 года Франсиско Пачеко де Кордова (? — 1593), сеньор де Армунья, сын Диего де Кордовы и Сотомайора, сеньора де Армунья. Ей наследовал в 1582 году их сын:

• Диего Лопес де Аро Сотомайор и Кордова (1582 — 22 октября 1597), 3-й маркиз дель-Карпио.
1. Супруга — Хуана Лоренса Гомес де Сандоваль и де ла Серад (? — 1579), вдова 8-го герцога де Медина-Сидония, дочь Франсиско де Сандоваля и Рохаса, 1-го герцога де Лерма и маркиза де Дения, фаворита короля Филиппа III, и Каталины де ла Серда. Диего скончался в 1597 году в возрасте 15 лет. Ему наследовала его тетка:

• Беатрис де Аро и Сотомайор (ок. 1570 — 24 сентября 1614), 4-я маркиза дель-Карпио, сеньора де Моренте, Пинилья, Собрас, Лубрин, Адамус, Педро-Абад
1. Супруг — её дядя, Луис Мендес де Аро и Сотомайор, кавалер Ордена Калатрава, командор Альканьиса, сын Диего Лопеса де Аро и Гусмана, сеньора де Собрас и Лубрин, и Марии де Гусман. Ей наследовал в 1607 году их старший сын:

• Диего Лопес де Аро Сотомайор Гусман и Сандоваль (ок. 1590 — 24 августа 1648), 5-й маркиз дель-Карпио, 1-й граф де Моренте, гранд Испании с 1640 года.
1. Супруга — Франсиска де Гусман, сестра Гаспара де Гусмана, 1-го графа-герцога де Оливареса, дочь Энрике де Гусмана, 2-го графа де Оливареса, и Марии Пиментель де Фонсеки. Ему наследовал в 1648 году их сын:

• Луис Мендес де Аро и Гусман (1598 — 26 ноября 1661), 1-й герцог де Монторо и 2-й граф-герцог де Оливарес, 6-й маркиз дель-Карпио и 2-й маркиз де Эличе, 2-й граф де Моренте, трижды гранд Испании
1. Супруга с 1625 года Каталина де Арагон и Кордова (1610—1647), дочери Энрике де Арагона Фолька де Кардоны и Кордовы, 5-го герцога де Сегорбе, 6-го герцога де Кардона, 36-го графа де Ампурьяс, 11-го графа де Прадес, 4-го маркиза де Комарес, 6-го маркиза де Пальярс, виконта де Вильямур и барона де Энтенса, и Каталины де Кордовы и Фигероа, 4-й маркизы де Прьего. Ему наследовал в 1661 году их старший сын:

• Гаспар де Аро и Фернандес де Кордова (1 июня 1629 — 16 ноября 1687), 6-й граф и 4-й герцог де Оливарес, 2-й герцог де Монторо 7-й маркиз дель-Карпио и 3-й маркиз де Эличе, 3-й граф де Моренте, гранд Испании, вице-король Неаполя.
1. Супруга — Антония Мария де ла Серда (1635—1670)
2. Супруга — Тереза Энрикес де Кабрера (? — 1716), дочь Хуана Гаспара Энрикеса де Кабреры, 6-го герцога де Медина-де-Риосеко, и Эльвиры де Толедо Понсе де Леон. Ему наследовала в 1687 году его дочь от второго брака:

• Каталина де Аро и Гусман (13 марта 1672 — 2 ноября 1733), 8-я маркиза дель-Карпио, 8-я графиня де Монтеррей
1. Супруг — Франсиско Альварес де Толедо и Сильва, 10-й герцог де Альба-де-Тормес (1662—1739). Ей наследовала в 1733 году их единственная дочь:

• Мария Тереза Альварес де Толедо Аро и Гусман (18 сентября 1691 — 15 января 1755), 11-я герцогиня де Альба, 9-я маркиза дель-Карпио, 9-я графиня де Монтеррей.
1. Супруг — Мануэль Мария де Сильва Мендоса и Толедо, 10-й граф де Гальве (1677—1728). Ей наследовал их единственный сын:

• Фернандо де Сильва и Альварес де Толедо (27 октября 1714 — 15 ноября 1776), 12-й герцог де Альба, 10-й маркиз дель-Карпио, член королевского совета, генерал, дипломат, кавалер Ордена Золотого руна.
1. Супруга — Анна Мария Альварес де Толедо и Португаль (1707—1729), дочь Висенте Педро Альвареса де Толедо и Португаля (1687—1729), 9-го графа де Оропеса (1707—1728), и Марии де ла Энкарнасьон де Кордовы и де ла Серды (1686—1746). В 1776 году ему наследовала его внучка:

• Мария дель Пилар Тереза Каэтана де Сильва и Альварес де Толедо (10 июня 1762 — 23 июля 1802), 13-я герцогиня де Альба, 11-й маркиза дель-Карпио. Единственная дочь Франсиско де Паулы де Сильвы Мендосы и Толедо, 10-го герцога де Уэскара (1733—1770), и Марианны де Сильвы-Базан и Сармьенто (1739—1784). В 1802 году ей наследовал её троюродный племянник:
1. Супруг — Хосе Мария Альварес де Толедо и Гонзага (1756—1796), 11-й маркиз де Вильяфранка-дель-Бьерсо и 15-й герцог де Медина-Сидония. их брак был бездетным.

• Карлос Мигель Фитц-Джеймс Стюарт и Сильва (19 мая 1794 — 7 октября 1835), 14-й герцог де Альба, 7-й герцог де Бервик, 7-й герцог де Лирия-и-Херика, 12-й маркиз дель-Карпио. Младший (второй) сын гранда Хакобо Филипе Фитц-Джеймса Стюарта и Сильвы (1773—1794), 5-го герцога де Лириа-и-Херика и 5-го герцога Бервика (1787—1794), и Марии Терезы Фернандес и Палафокс (1772—1818).
1. Супруга с 1819 года Розалия Вентимилья и Монкада (1798—1868), дочь Луиджи де Вентимилья, 2-го принца ди Граммонте, и Леонор де Монкады. Ему наследовал в 1835 году его старший сын:

• Хакобо Фитц-Джеймс Стюарт и Вентимилья (3 июня 1821 — 10 июля 1881), 15-й герцог де Альба, 8-й герцог де Бервик и 8-й герцог де Лирия-и-Херика, 13-й маркиз дель-Карпио.
1. Супруга с 1848 года Мария Франсиска де Портокарреро и Киркпатрик (1825-18600, 12-я герцогиня де Пеньяранда-де-Дуэро, дочь Киприано Палафокса и Портокарреро (1784—1839), графа де Тебо и де Монтихо, и Марии Монуэлы Киркпатрик (1794—1879). Ему наследовал в 1881 году его единственный сын:

• Карлос Мария Фитц-Джеймс Стюарт и Палафокс-Портокарреро (4 декабря 1849 — 15 октября 1901), 16-й герцог де Альба-де-Тормес, 9-й герцог де Бервик, 9-й герцог де Лирия-и-Херика, 14-й маркиз дель-Карпио.
1. Супруга с 1877 года Мария дель Росарио Фалько и Осорио (1854—1904), 22-я графиня де Сируэла, дочь Мануэля Фалько д’Адды, 14-го маркиза де Альмонасид де лос Отерос, и Марии дель Пилар Осорио и Гутьеррес де лос Риос, 3-й герцогини де фернан-Нуньес. Ему наследовал в 1901 году их старший сын:

• Хакобо Фитц-Джеймс Стюарт и Фалько (17 октября 1878 — 24 сентября 1953), 17-й герцог де Альба, 10-й герцог де Бервик, 10-й герцог де Лирия-и-Херика, 15-й маркиз дель-Карпио.
1. Супруга с 1920 года Мария дель Росарио де Сильва и Гурбубай (1900—1934), дочь Альфонсо де Сильвы и Фернандеса де Кордовы (1877—1955), 16-го герцога де Альяга, и Марии дель Росарио Гуртубай (1879—1948). Ему наследовала их единственная дочь:

• Мария дель Росарио Каэтана Фитц-Джеймс Стюарт и Сильва (28 марта 1926 — 20 ноября 2014), 18-я герцогиня де Альба, 11-я герцогиня де Бервик, 16-я маркиза дель-Карпио.
1. Супруг с 1947 года Луис Мартинес де Ирухо и Артаскос (1919—1972)
2. Супруг с 1978 года Хесус Агирре и Ортис де Сапате (1934—2001)
3. Супруг с 2011 года Альфонсо Диес Карабантес (род. 1950). Ей наследовал её старший сын от первого брака:

• Карлос Фитц-Джеймс Стюарт и Мартинес де Ирухо (род. 2 октября 1948), 19-й герцог де Альба, 12-й герцог де Бервик, 17-й маркиз дель-Карпио.
1. Супруга с 1988 года Матильда де Солис-Бомон и Мартинес-Кампос (род. 1963), развод в 2004 году.